# Celerena extraluteata
Celerena extraluteata är en fjärilsart som beskrevs av Thierry-mieg 1911. Celerena extraluteata ingår i släktet Celerena och familjen mätare. Inga underarter finns listade i Catalogue of Life.